# Граф Эрдёша — Диофанта

Граф Эрдёша — Диофанта с пятью вершинами (указаны расстояния между вершинами).

Граф Эрдёша — Диофанта — это множество точек на плоскости с целочисленными координатами, расстояния между которыми являются целыми числами, и которые нельзя расширить добавлением других точек. Эквивалентно это множество можно описать как полный граф с находящимися на целочисленной решётке {\displaystyle \mathbb {Z} ^{2}} вершинами, такой что попарные расстояния между вершинами являются целыми числами, в то время как все остальные точки решётки имеют нецелочисленное расстояние по меньшей мере до одной вершины.
Графы Эрдёша — Диофанта названы именами Пала Эрдёша и Диофанта Александрийского. Графы образуют подмножество множества диофантовых фигур, которые определяются как полные графы на диофантовой плоскости, в которых все рёбра имеют целочисленные длины. Тогда графы Эрдёша — Диофанта — это в точности диофантовы фигуры, которые нельзя расширить. Существование графов Эрдёша — Диофанта следует из теоремы Эрдёша — Эннинга, согласно которой бесконечные диофантовы фигуры должно быть коллинеарны на диофантовой плоскости. Следовательно, любой процесс расширения неколлинеарной диофантовой фигуры путём добавления вершин должен достичь стадии, когда фигуру расширить нельзя.

## Примеры
Любое множество из нулевого числа точек или из одной точки можно тривиально расширить, а любое диофантово множество из двух точек можно расширить точками на той же прямой. Таким образом, все диофантовы множества с менее чем тремя точками могут быть расширены, а потому графы Эрдёша — Диофанта с менее чем тремя вершинами не существуют.
Путём числового поиска Конер и Курц показали, что графы Эрдёша — Диофанта с тремя вершинами существуют. Наименьший треугольник Эрдёша — Диофанта имеет длины сторон 2066, 1803 и 505. Следующий по размеру треугольник Эрдёша — Диофанта имеет стороны 2549, 2307 и 1492. В обоих случаях сумма трёх сторон является чётным числом. Бранчева доказала, что это свойство имеет место для всех треугольников Эрдёша — Диофанта, полная длина любого замкнутого пути в графе Эрдёша — Диофанта всегда чётна.
Примером графа Эрдёша — Диофанта с четырьмя вершинами является полный граф, образованный вершинами прямоугольника со сторонами 4 и 3.